# Ной (имя)
Ной (ивр. נֹחַ‎, Но́ах, в переводе с древнееврейского — «успокаивающий», «умиротворяющий») — мужское имя. В Библии (Книга Бытия, гл. 5, ст.ст. 28 - 32)  его носит последний (десятый) из допотопных ветхозаветных патриархов, происходящих по прямой линии от Адама. Следуя повелению Бога, Ной построил Ковчег, на котором смог спастись вместе с семьёй во время Всемирного потопа, тем самым став продолжателем человеческого рода.

## Популярность
В США имя Ной (Ноа) было 9-м по популярности среди имён для мальчиков в 2009 году и 4-м по популярности в 2012 году. В 2013 году имя стало третьим по популярности именем для мальчиков в Австралии.